# 吉野站 (福岡縣)
吉野站（日语：／ Yoshino eki */?）是位於福岡縣大牟田市大字倉永，九州旅客鐵道（JR九州）的鹿兒島本線車站。車站編號為JB25。

## 歷史
- 1991年（平成3年）3月16日 - 車站啟用[1]。
- 2009年（平成21年）3月1日 - 此站可以使用IC卡「SUGOCA」[2]。

## 車站構造
車站是一座地面車站，設有2面2線的相對式月台。各月台之間設有跨線橋連接。2號月台近銀水一方，設有直接連接明光學園的閘口，只有早上才開放。
此站是由大牟田市觀光協會管理車站業務，為簡易委託車站。車站大樓內設有近距離車票的自動售票機。此站可使用SUGOCA，此站不可購買SUGOCA，但是可為SUGOCA增值。

### 月台
| 月台 | 路線       | 上下行 | 方向                   |
| ---- | ---------- | ------ | ---------------------- |
| 1    | 鹿兒島本線 | 下行   | 大牟田、熊本、八代方向 |
| 2    | 鹿兒島本線 | 上行   | 久留米、鳥栖、博多方向 |

## 使用狀況
在2018年（平成30年）度，1日平均乘車人次為508人。
以下是各年度1日平均使用人次：
| 年度               | 1日平均 乘車人次 | 1日平均 上下車人次 |
| ------------------ | ---------------- | ------------------ |
| 2001年（平成13年） | 沒有公布         | 1,260              |
| 2002年（平成14年） | 沒有公布         | 1,176              |
| 2003年（平成15年） | 沒有公布         | 1,100              |
| 2004年（平成16年） | 沒有公布         | 1,126              |
| 2005年（平成17年） | 沒有公布         | 1,141              |
| 2006年（平成18年） | 沒有公布         | 1,151              |
| 2007年（平成19年） | 沒有公布         | 1,176              |
| 2008年（平成20年） | 沒有公布         | 1,172              |
| 2009年（平成21年） | 沒有公布         | 1,115              |
| 2010年（平成22年） | 沒有公布         | 1,068              |
| 2011年（平成23年） | 沒有公布         | 939                |
| 2012年（平成24年） | 沒有公布         | 981                |
| 2013年（平成25年） | 沒有公布         | 沒有公布           |
| 2014年（平成26年） | 沒有公布         | 沒有公布           |
| 2015年（平成27年） | 沒有公布         | 沒有公布           |
| 2016年（平成28年） | 491              | 沒有公布           |
| 2017年（平成29年） | 546              | 沒有公布           |
| 2018年（平成30年） | 508              | 沒有公布           |

## 車站周邊
車站位於大牟田市北部，周邊為住宅用地。
- 福岡縣立Ariake新世高等學校（日语：福岡県立ありあけ新世高等学校）
- 明光學園中學·高等學校（日语：明光学園中学校・高等学校） - 位於車站大樓對面，設有師生專用閘口[1]
- 西鐵天神大牟田線 倉永站[1]
- 國立醫院機構大牟田醫院（日语：国立病院機構大牟田病院）
- 社會保險大牟田吉野醫院
- 九州新幹線 新大牟田站 - 此站以東約3公里

## 相鄰車站
九州旅客鐵道
鹿兒島本線
■快速、■區間快速
通過
■區間快速（部分列車）、■普通
渡瀨（JB24）－吉野（JB25）－銀水（JB26）

## 注腳
1. 1 2 3 4 5 6 7 8 9 10  . 週刊朝日百科. 33号 熊本駅・嘉例川駅・大畑駅ほか. 朝日新聞出版. 2013-03-31: 22.
2. ↑  . 交通新聞 (交通新聞社). 2009-03-03: 1.
3. ↑  .   [2020-04-03]. （原始内容存档于2016-06-04）.
4. ↑  .   [2020-04-03]. （原始内容存档于2020-05-04）.

## 外部連結
- JR九州 – 吉野車站 （页面存档备份，存于）（日語）